# Rostrhamus sociabilis
Il nibbio chioccioliere (Rostrhamus sociabilis (Vieillot, 1817)), noto anche come nibbio americano o nibbio delle Everglades, è un uccello della famiglia Accipitridae diffuso dalla Florida all'Argentina.

## Descrizione
La sua lunghezza è di 45 cm con un'apertura alare di 120 cm.

## Biologia

### Alimentazione
Si nutre di  lumache d'acqua e carne.

### Riproduzione
Il corteggiamento avviene in aria; il nido viene costruito dal maschio e la femmina vi depone dalle due alle quattro uova. Si ritrovano colonie composte da 20-100 coppie.

## Distribuzione e habitat
Il loro habitat è costituito da terreni paludosi. Per via delle continue bonifiche si spostano in continuazione ma ancora si ritrovano in molte parti dell'America meridionale, dove l'agricoltura è ancora allo stato primitivo o non esiste affatto. Negli Stati Uniti si ritrovano nelle Everglades.